# Dorcadion aguadoi
Dorcadion aguadoi är en skalbaggsart som först beskrevs av María Teresa Aguado och Tomé 2000.  Dorcadion aguadoi ingår i släktet Dorcadion och familjen långhorningar. Inga underarter finns listade i Catalogue of Life.